# Zimbabue en los Juegos Olímpicos de Río de Janeiro 2016
Zimbabue estuvo representado en los Juegos Olímpicos de Río de Janeiro 2016 por un total de 30 deportistas, 9 hombres y 21 mujeres, que compitieron en 7 deportes.
La portadora de la bandera en la ceremonia de apertura fue la nadadora Kirsty Coventry. El equipo olímpico zimbabuense no obtuvo ninguna medalla en estos Juegos.